# Kruhel Mały
Kruhel Mały – dawna wieś, obecnie część miasta Przemyśla. Leży w zachodniej części miasta, w okolicy ulicy Sanockiej.

## Historia
Dawniej wieś i gmina jednostkowa w powiecie przemyskim. 
Początki wsi Kruhel sięgają średniowiecza. Dokumenty z 1418 r. mówią o właścicielach osady – Szymku i Jerzym z Prałkowiec. Następnie w wyniku podziałów pomiędzy spadkobiercami powstały oddzielne Kruhel Mały i Kruhel Wielki
W Galicji i Lodomerii Kruhel Mały znajdował się w cyrkule przemyskim, a następnie w powiecie przemyskim, na wschód od Kruhela Wielkiego. Od dawnych właścicieli nazywany był Dominikańskim, a jego część Kruhelem Franciszkańskim. W 1880 r. było 443 mieszkańców w gminie, 24 na obszarze dworskim. W Kruhelu Małym dominowali rzymscy katolicy (parafia w Przemyślu), a w Kruhelu Wielkim – grekokatolicy (parafia w Prałkowcach). W 1895 r. wzniesiono tu rzymskokatolicki kościół św. Wojciecha (obecnie kościół filialny parafii Matki Bożej Zbaraskiej w Prałkowcach). Przy kościele powstał cmentarz, zwany cmentarzem Kruhel Mały, na którym spoczywają m.in. Mieczysław i Franciszka Bartmińscy, rodzice prof. Jerzego Bartmińskiego i jego rodzeństwa, a także Saul „Paul” Axer, ojciec Ottona Axera.
W przededniu I wojny światowej na terenie Kruhela Małego znajdowały się fortyfikacje pierwszego pierścienia fortów Twierdzy Przemyśl: fort 3 A „Kruhel”, szaniec 3 B „Kruhel”, fort 3 C „Kruhel” (obecnie teren dzielnicy Zielonka). Po II oblężeniu Twierdzy Przemyśl (1915) rosyjscy kozacy rozstrzelali pod zarzutem szpiegostwa sześciu Polaków aresztowanych przy wychodzenia z kościoła św. Wojciecha w Kruhelu Małym.
Według spisu z 1921 r. Kruhel Mały liczył 60 domów i 469 mieszkańców. Pod względem wyznania 367 mieszkańców było rzymskimi katolikami, 98 – grekokatolikami, a 4 – wyznania mojżeszowego. 449 osób deklarowało narodowość polską.
Za II RP w powiecie przemyskim woј. lwowskiego. W 1934 w nowo utworzonej zbiorowej gminie Prałkowce, gdzie utworzył gromadę.
Na terenie Kruhela Małego toczyły się walki w czasie obrony Przemyśla w 1939 r. Podczas II wojny światowej w utworzonej przez hitlerowców gminie Przemyśl w powiecie Przemysl w dystrykcie krakowskim (Generalne Gubernatorstwo). Liczył wtedy 436 mieszkańców.
W nocy, z 26 na 27 grudnia 1945 r., doszło do napadu UPA na Kruhel Mały, podczas którego zostały zamordowane 3 osoby narodowości polskiej. W trakcie akcji dwie sotnie 2 kurenia UPA „Udarnyky”: „Udarnyky 4” Wołodymyra Szczygielskiego oraz „Udarnyky 7” Grzegorza Jankowskiego, spaliły część zabudowań wsi Kruhel Mały, Kruhel Wielki i Prałkowce.
Po wojnie w gminie Przemyśl w powiecie przemyskim w województwie rzeszowskim. 5 października 1954 włączony do Przemyśla.
W Kruhelu Małym urodzili się Stanisław (1936), Mariana (1938–2010), Jerzy (1939–2022) oraz Florian (1947) Bartmińscy.